# Elena Roger
Elena Silvia Roger (Barracas, Buenos Aires; 27 de octubre de 1974) es una actriz y cantante argentina. Es conocida internacionalmente por haber sido elegida por Andrew Lloyd Webber para interpretar el papel de Eva Perón en la ópera musical Evita en el reestreno de la obra en Londres en 2006 y en 2012 en Nueva York. Es conocida también por haber ganado, en 2009, el Premio Olivier a la mejor actriz en obra musical por su actuación protagónica en PIAF pieza teatral basada en la vida de la cantante francesa Édith Piaf.

## Biografía
Elena Roger ha trabajado en teatro musical, así como en cine y televisión en la Argentina. 
En la televisión argentina ha realizado papeles destacados en la primera temporada de Floricienta en el papel de la gitana Mora; en Hombres de honor como la prima de Luca (Gabriel Corrado) y en El sodero de mi vida.
En teatro ha trabajado en Mina...Che Cosa Sei? de su coautoría, un musical en el que se homenajeó a la cantante italiana Mina Mazzini. También trabajó en La Fiaca, Houdini, una Ilusión Musical, Tango por Dos, Jazz Swing Tap (2003), El Pelele (2003), El Violinista en el Tejado (2002), Hermenegildo (2002), Mi Bello Dragón con dirección de Enrique Pinti, Fiebre de Sábado por la Noche (2001), Los Miserables (2001), La Bella y la Bestia (2000), Nueve (1998), Yo Que Tú Me Enamoraba (1997). En 2015 estrenó en el Teatro Picadero de Buenos Aires, "Ay, Carmela" de José Sanchís Sinisterra.
En 2009 ganó el Premio Olivier a la mejor actriz en obra musical por su actuación protagónica en Piaf, pieza teatral de Pam Gems basada en la vida de la cantante francesa Édith Piaf. Luego del éxito en Londres, Roger realizó la misma producción en Buenos Aires con producción de Adrián Suar y Fernando Blanco. Su brillante y excelente actuación en Piaf le ha valido las mejores críticas de los diarios locales, convirtiéndola en un éxito rotundo tras las tres primeras funciones de la obra. Su actuación la ha hecho ganadora de los más prestigiosos premios del teatro argentino.[cita requerida]
Antes de su partida hacia Madrid para protagonizar nuevamente la exitosa Piaf, Elena Roger brindó un concierto el 12 de marzo, en el Teatro Gran Rex de Buenos Aires, ante una sala totalmente llena. Su concierto se tituló "Hasta pronto Argentina!". En dicho concierto, la artista interpretó las canciones de su disco Vientos del Sur, sumando otras canciones argentinas, y además interpretó los grandes temas de los musicales que ha interpretado, tales como "Don't Cry for Me Argentina" de Evita, junto a Diego Reinhold interpretó "Parole Parole", de Mina...che cosa sei interpretó "Mi sei scoppiato dentro il cuore" e "Io vivrò senza te". Debido a la insistencia del público, la artista interpretó, a capela, el "Himno al amor" de la obra Piaf, que canta en castellano. Dicha interpretación mereció la ovación de toda la sala. Como broche de oro al concierto despedida, Roger interpretó uno de los temas más conocidos de la mítica cantante francesa Edith Piaf: "Non! Je ne regrette rien!". Luego de una breve temporada en Madrid (entre abril y julio), en la cual no obtuvo buena crítica por Piaf de parte del diario El País,[cita requerida] Elena Roger viajó a Londres, donde interpretó a Fosca en la obra Passion, de Stephen Sondheim, en el Donmar Warehouse.
En 2009 sacó su disco llamado Vientos Del Sur, en el que interpreta canciones en castellano y en inglés. En el álbum se entreven temas con orígenes de tango, folclore, rock y pop. En marzo de 2012 se puso en la piel de Eva Duarte de Perón, para interpretar en Broadway Evita, el aclamado éxito de Andrew Lloyd Webber. En esta producción la acompañó Ricky Martin, quien estuvo en el papel de "Che".
En mayo y junio del 2013 fue madrina del evento "Iguazú en Concierto", realizado anualmente en la ciudad de Puerto Iguazú, Misiones, en el cual repasó su carrera interpretando temas de Evita, Los Miserables, y Piaf, entre otros, acompañada por una orquesta compuesta por setescientos jóvenes y niños de todo el mundo. En 2015, cumplido un año de la muerte de Gustavo Cerati, participó en lo que sería "La alfombra mágica de Cerati - Travesías orquestales" junto a otros varios artistas argentinos para homenajearlo. Participó con el tema "Vivo", editado en el disco "Siempre es hoy".

## Vida personal
Desde 2009 se encuentra en pareja con el actor argentino Mariano Torre, con quien tiene una hija, Bahía, nacida en 2013 y un hijo, Risco, nacido en 2018.

## Filmografía

### Cine
| Año  | Título           | Personaje  |
| ---- | ---------------- | ---------- |
| 2011 | Un amor          | Lisa       |
| 2012 | Otro corazón     |            |
| 2013 | La vida anterior | Ana        |
| 2013 | Wakolda          | Nora Eldoc |
| 2014 | Amapola          | Tití       |
| 2017 | Nadie nos mira   | Andrea     |
| 2019 | Lejos de Pekin   | María      |
| 2022 | El paraíso       | Cantante   |

### Cortometrajes
| Año  | Título | Personaje |
| ---- | ------ | --------- |
| 2010 | La voz | Narradora |

### Televisión
| Año       | Título               | Personaje           |
| --------- | -------------------- | ------------------- |
| 2001      | El sodero de mi vida | Elena               |
| 2002      | Máximo corazón       | Clara               |
| 2004      | Floricienta          | Mora                |
| 2005      | Hombres de honor     | Gabriela Onoratto   |
| 2017      | Cuéntame cómo pasó   | Dora                |
| 2021–2023 | Entrelazados         | Amelia "Cocó" Sharp |
| 2024      | La mente del poder   | Laurent Gerard      |

## Discografía
- 2004 - Mina...Che Cosa Sei?!?
- 2006 - Evita (2006 London Revival Cast) - Really Useful Records
- 2007 - En Concierto: Recorriendo El Rock Nacional
- 2009 - Vientos Del Sur - Distribuidora Belgrano Norte
- 2012 - Evita (2012 New Broadway Cast) - Sony Music
- 2014 - Tiempo Mariposa - Distribuidora Belgrano Norte
- 2016 - 3001 - Proyecto Piazzolla - Elena Roger & Escalandrum

## Premios y nominaciones
- 1997, Nominada como Revelación Femenina, Premio Trinidad Guevara, Gobierno de la Ciudad de Buenos Aires, por Yo que tu me enamoraba.
- 2003, nominada para los Premios ACE por Mejor Labor Femenina en Comedia Musical, por Jazz, swing y tap.
- 2006, ganadora del Premio ACE a mejor actriz de comedia musical por "Mina, che cosa sei?"
- 2006, nominada para el premio Evening Standard por su actuación protagónica en el musical Evita.
- 2006, nominada al Premio Martín Fierro como mejor revelación por su actuación en la telenovela Hombres de honor.
- 2007, nominada para el premio Olivier por su actuación protagónica en el musical Evita.
- 2009, ganadora del premio Olivier a la mejor actriz de musical por su actuación protagónica en "Piaf".
- 2009, ganadora del Premio ACE por mejor actuación femenina en musical, music hall y/o café en "Piaf".
- 2010, ganadora del Premio Hugo al Teatro Musical, categoría Mejor Actriz, por su labor en "Piaf".
- 2010, ganadora del Premio Hugo de Oro al Teatro Musical, en reconocimiento a su exitosa trayectoria y su magnífica interpretación de Edith Piaf, en la obra "Piaf", con dirección de Jamie Lloyd.
- 2011, ganadora del Premio Konex de Platino a Mejor Actriz de Musical de la década 2001-2010.